# Weißenborn, Mittelsachsen
Weißenborn là một đô thị trong huyện Mittelsachsen, bang tự do Sachsen, nước Đức. Đô thị Weißenborn, Mittelsachsen có diện tích 22,51 km², dân số thời điểm ngày 31 tháng 12 năm 2005 là 2723 người.